# Maewo
Maewo (dawniej Aurora Island) – wyspa pochodzenia wulkanicznego w Oceanii należąca do archipelagu Nowe Hebrydy. Jest położona ok. 100 km na wschód od wyspy Espiritu Santo. Powierzchnia wyspy wynosi 269 km². Wyspę zamieszkuje ok. 3600 osób. Stanowi część Republiki Vanuatu. Kształt podłużny: długość 51 km, szerokość 4–7 km. Najwyższą górą jest Navinféné (950 m n.p.m.). Na wschodnim wybrzeżu znajdują się dwie dogodne dla żeglugi zatoki: Doubtfull i Deep.
Na Maewo występują żyzne gleby wulkaniczne. Dominującą formacją roślinną są lasy. Panuje klimat podrównikowy wilgotny. Średnioroczne opady wynoszą 2500 mm.
Na wyspie znajduje się port lotniczy Maewo-Naone.